# پرکاری پاراتیروئید
غدد پاراتیروئید که در واقع چهار غده مجزا در قسمت خلفی غده تیروئید هستند با ترشح هورمون پاراتورمون وظیفه کنترل سطح سرمی کلسیم را برعهده دارد. اگر به دلیلی افزایش سطح هورمون پاراتورمون را علی‌رغم سطوح بالای کلسیم سرم داشته باشیم پرکاری پاراتیروئید یا هایپر پاراتیروئیدیسم (به انگلیسی: Hyperparathyroidism)نامیده می‌شود.

## علت بیماری
پرکاری پاراتیروئید یا اولیه‌است یا ثانویه. علت پرکاری اولیه غده پاراتیروئید در ۸۵٪ موارد آدنوم (تومور خوش‌خیم) یکی از غدد پاراتیروئید می‌باشد. در بقیه موارد معمولاً هایپرپلازی (رشد زیاد از حد) هر چهار غده و ۱٪ موارد کارسینوم (تومور بدخیم) پاراتیروئید داریم.

## علائم بالینی
اغلب بیماران با پرکاری پاراتیروئید اولیه بدون علامت هستند و به صورت اتفاقی کشف می‌شوند.
علایم پرکاری پاراتیروئید و کلسیم بالای خون عبارتند از: ضعف و خستگی، زیادی ادرار و سنگ کلیه، بی اشتهایی، تهوع و استفراغ، استئوپنی و شکستگیهای استخوانبه همراه یبوست که بسیار شایع می‌باشد.

## درمان
در موارد خفیف که کلسیم خون و ادرار خیلی بالا نیست از داروهایی مانند استروژن در زنان یائسه، ویتامین D۳، بی فسفانات خوراکی مانند آلندرونیت، هیدراتاسیون با رژیم غنی از نمک، اجتناب از مصرف زیاد کلسیم و عدم مصرف مدرهای تیازیدی، فعالیت ورزشی جهت کاهش بازجذب استخوانی استفاده می‌شود.
در موارد شدید جراحی غده پاراتیروئید ضروری است، البته هنگام جراحی اغلب بخشی از غده را جهت ترشح هورمون باقی می‌گذارند.
آر اف پاراتیروئید نیز روشی است که در کشورهای پیشرفته و همزمان در ایران برای درمان توده‌های پاراتیروئید بدون جراحی استفاده می‌شود، در حال حاضر این عملها در تهران و توسط پزشکان فوق تخصص اینترونشن انجام می‌شود، در این روش در حالتی که بیمار بی‌حسی موضعی دریافت کرده و هیچ دردی را احساس نمی‌کند امواج ماکرویو یا آر اف به توده‌ها تابانیده شده و با ایجاد گرما توده از بین می‌رود، از این روش برای از بین بردن توده‌های تیروئید نیز استفاده می‌شود.
از آر اف برای درمان توده‌های خوش‌خیم استفاده می‌شود ولی در موارد خاص که بیمار بنا به شرایط امکان عمل جراحی نداشته باشد از آر اف برای درمان توده‌های بدخیم نیز استفاده می‌شود